# Issoria nigriorattenuata
Issoria nigriorattenuata är en fjärilsart som beskrevs av Ruggero Verity 1933. Issoria nigriorattenuata ingår i släktet Issoria och familjen praktfjärilar. Inga underarter finns listade i Catalogue of Life.